# Sax Pax for a Sax
Sax Pax for a Sax — результат совместного сотрудничества London Saxophonic и слепого музыканта, композитора и исполнителя Moondog. Альбом был записан в 1994 году и выпущен 28 ноября 1997 года. Он ознаменовал возвращение Moondog на американский джазовый рынок.

## Отзывы критиков
Альбом был хорошо принят публикой и занял 22 место в Billboard Albums. Журнал Entertainment Weekly назвал альбом «гипнотической смесью джаза и классической музыки» и поставил ему четвёрку.
Музыкальный критик Дэвид Д. Дункан сказал, что альбом «звучит как ностальгический биг-бэнд на веселящем газе.».
Другой музыкальный критик Ян Косс сказал, что «музыка на Sax Pax for a Sax смелая и напористая — даже в самой скромной форме саксофон не может избавиться от своей медной и мощной природы, не теряя грации». Он также объясняет: «Все более крупные группы саксофонов взаимодействуют в мелодиях, которые переплетаются через столбы литавры, в равной степени Филипу Глассу и Полу Маккартни.»
В обзоре Джона Мерфа для «JazzTimes» говорится: «Звёздный композитор, склонность Moondog к созданию доступных, но совершенно потусторонних мелодий соединяет европейские классические формы с американской джазовой чувствительностью»

## Список композиций
1. Dog Trot
2. Paris
3. Bird’s Lament
4. Sandalwood
5. Tout Suite No. 1 in F Major 1 Mov.
6. Tout Suite No. 1 in F Major 2 Mov.
7. Tout Suite No. 1 in F Major 3 Mov.
8. D for Danny
9. New Amsterdam
10. Sea Horse
11. Fiesta
12. Novette No. 1 in D Flat Major 1 Mov.
13. Novette No. 1 in D Flat Major 2 Mov.
14. Novette No. 1 in D Flat Major 3 Mov.
15. Single Foot
16. Mother’s Whistler
17. Present for the Prez.
18. Shakespeare City
19. Golden Fleece
20. Hymn to Peace
21. EEC Lied

## Участники записи
В альбоме представлены Moondog на бас-барабане, Тим Редпат и Брэдли Грант на сопрано-саксофоне, Роб Бакленд, Брэдли Грант и Саймон Харам на альт-саксофоне, Роб Бакленд, Гарет Брэди и Энди Скотт на тенор-саксофоне, Джон Реббек и Крис Колдуэлл на баритон-саксофоне и Уилл Грегори на бас-саксофоне. Всего на этом альбоме девять саксофонистов, и в некоторых песнях будет от четырёх до всех девяти. Есть также другие инструменты и музыканты, такие как Дэнни Томпсон на контрабасе, Лиам Ноубл на фортепиано и Пол Кларвис на малом барабане.